# Copa Uncaf 2001
La sexta Copa de Naciones de la UNCAF se desarrolló en Honduras, entre el 23 de mayo y el 3 de junio de 2001. Por primera vez estuvieron presentes las siete selecciones miembros de la Unión Centroamericana de Fútbol: Belice, Costa Rica, El Salvador, Guatemala, Honduras, Nicaragua y Panamá. La selección guatemalteca dio el "campanazo" al consagrarse campeón de manera invicta. Por otra parte, Honduras fue la decepción del torneo, siendo eliminados en primera ronda y no pudiendo clasificar por primera vez a la Copa de Oro de la CONCACAF estando en su propia casa. El máximo anotador del torneo fue el panameño Jorge Dely Valdés con 6 goles. se realizó varios partidos en varias ciudades de Honduras como lo fue en Tegucigalpa, Puerto Cortés, y San Pedro Sula.

## Sedes
| Tegucigalpa                    | San Pedro Sula                 | Puerto Cortés     |
| ------------------------------ | ------------------------------ | ----------------- |
| Estadio Tiburcio Carías Andino | Estadio Olímpico Metropolitano | Estadio Excelsior |
| Capacidad: 35,000              | Capacidad: 40,000              | Capacidad: 7,910  |
|                                |                                |                   |

## Primera fase

### Grupo A
| Pos. | Equipo          | Pts. | PJ | G | E | P | GF | GC | Dif. | Clasificación |
| ---- | --------------- | ---- | -- | - | - | - | -- | -- | ---- | ------------- |
| 1    | El Salvador     | 7    | 3  | 2 | 1 | 0 | 6  | 2  | +4   | Segunda Fase  |
| 2    | Panamá          | 6    | 3  | 2 | 0 | 1 | 9  | 3  | +6   | Segunda Fase  |
| 3    | Honduras (E, H) | 4    | 3  | 1 | 1 | 1 | 12 | 5  | +7   |               |
| 4    | Nicaragua (E)   | 0    | 3  | 0 | 0 | 3 | 2  | 19 | −17  |               |

 Fuente: http://rsssf.com/tablesg/gold-cam01.html
| 23 de mayo de 2001 | El Salvador                          | 3:0 | Nicaragua | Estadio Excelsior, Puerto Cortés |                           |
|                    | J. Rodríguez 1' 37' · F. González 2' |     |           | Árbitro(s): Mario Ramírez        | Árbitro(s): Mario Ramírez |

| 23 de mayo de 2001 | Honduras        | 1:2 | Panamá                                        | Estadio Olímpico Metropolitano, San Pedro Sula |                        |
|                    | Tyson Nuñez 45' |     | Julio Dely Valdés 35' · Jorge Dely Valdés 68' | Árbitro(s): Brian Hall                         | Árbitro(s): Brian Hall |

| 25 de mayo de 2001 | El Salvador                | 2:1 | Panamá                | Estadio Nacional, Tegucigalpa                              |                                                            |
|                    | Corrales 58' · Canjura 90' |     | Jorge Dely Valdés 90' | Asistencia: 1.032 espectadores Árbitro(s): Williams Mattus | Asistencia: 1.032 espectadores Árbitro(s): Williams Mattus |

| 25 de mayo de 2001 | Honduras | 10:2 | Nicaragua                  | Estadio Olímpico Metropolitano, San Pedro Sula              |                                                             |
|                    | Guerrero 22' · Pavón 24' 33' 82' · Rosales 38' · Solórzano 54' (a.g.) · Tyson Núñez 72' 80' · J. Martínez 75' 76' |      | Webster 12' · Bermúdez 86' | Asistencia: 1.032 espectadores Árbitro(s): Germán Arredondo | Asistencia: 1.032 espectadores Árbitro(s): Germán Arredondo |

| 27 de mayo de 2001 | Nicaragua | 0:6 | Panamá                                                                             | Estadio Excelsior, Puerto Cortés |                           |
|                    |           |     | Jorge Dely Valdés 27' 30' 68' · Cubillas 42' · Julio Dely Valdés 54' · Anderson 8' | Árbitro(s): Mario Ramírez        | Árbitro(s): Mario Ramírez |

| 27 de mayo de 2001 | Honduras    | 1:1 | El Salvador | Estadio Olímpico Metropolitano, San Pedro Sula |                        |
|                    | Turcios 41' |     | Umanzor 90' | Árbitro(s): Brian Hall                         | Árbitro(s): Brian Hall |

### Grupo B
| Pos. | Equipo     | Pts. | PJ | G | E | P | GF | GC | Dif. | Clasificación |
| ---- | ---------- | ---- | -- | - | - | - | -- | -- | ---- | ------------- |
| 1    | Costa Rica | 4    | 2  | 1 | 1 | 0 | 5  | 1  | +4   | Segunda Fase  |
| 2    | Guatemala  | 2    | 2  | 0 | 2 | 0 | 4  | 4  | 0    | Segunda Fase  |
| 3    | Belice (E) | 1    | 2  | 0 | 1 | 1 | 3  | 7  | −4   |               |

 Fuente: http://rsssf.com/tablesg/gold-cam01.html
| 23 de mayo de 2001 | Costa Rica                             | 4:0 | Belice | Estadio Olímpico Metropolitano, San Pedro Sula |  |
|                    | Fonseca 27' (pen.) 37' 85' · Marín 58' |     |        |                                                |  |

| 25 de mayo de 2001 | Guatemala                        | 3:3 | Belice                      | Estadio Ceibeño, La Ceiba |  |
|                    | Chen 23' · García 26' 85' (pen.) |     | Frazer 34' 44' · Leslie 59' |                           |  |

| 27 de mayo de 2001 | Costa Rica | 1:1 | Guatemala         | Estadio Olímpico Metropolitano, San Pedro Sula |  |
|                    | Núñez 45'  |     | Acevedo 70' (pen) |                                                |  |

## Segunda fase
| Pos. | Equipo        | Pts. | PJ | G | E | P | GF | GC | Dif. | Clasificación                            |
| ---- | ------------- | ---- | -- | - | - | - | -- | -- | ---- | ---------------------------------------- |
| 1    | Guatemala (C) | 7    | 3  | 2 | 1 | 0 | 5  | 1  | +4   | Campeón y Clasificado a la Copa Oro 2002 |
| 2    | Costa Rica    | 4    | 3  | 1 | 1 | 1 | 3  | 4  | −1   | Clasificado a la Copa Oro 2002           |
| 3    | El Salvador   | 3    | 3  | 0 | 3 | 0 | 2  | 2  | 0    | Clasificado a la Copa Oro 2002           |
| 4    | Panamá        | 1    | 3  | 0 | 1 | 2 | 3  | 6  | −3   | Juega el play-off a la Copa Oro 2002     |

 Fuente: http://rsssf.com/tablesg/gold-cam01.html
| 30 de mayo de 2001 | Costa Rica              | 2:1 | Panamá                | Estadio Olímpico Metropolitano, San Pedro Sula            |                                                           |
|                    | Gómez 42' · Centeno 84' |     | Julio Dely Valdés 46' | Asistencia: 160 espectadores Árbitro(s): Germán Arredondo | Asistencia: 160 espectadores Árbitro(s): Germán Arredondo |

| 30 de mayo de 2001 | El Salvador | 0:0 | Guatemala | Estadio Olímpico Metropolitano, San Pedro Sula      |  |
|                    |             |     |           | Asistencia: 160 espectadores Árbitro(s): Brian Hall |  |

| 1 de junio de 2001 | Costa Rica | 0:2 | Guatemala                   | Estadio Nacional, Tegucigalpa                           |                                                         |
|                    |            |     | Pezzarossi 1' · Estrada 51' | Asistencia: 104 espectadores Árbitro(s): Oscar Bardales | Asistencia: 104 espectadores Árbitro(s): Oscar Bardales |

| 1 de junio de 2001 | El Salvador    | 1:1 | Panamá       | Estadio Nacional, Tegucigalpa                             |                                                           |
|                    | F. Ramírez 11' |     | Anderson 80' | Asistencia: 104 espectadores Árbitro(s): Germán Arredondo | Asistencia: 104 espectadores Árbitro(s): Germán Arredondo |

| 3 de junio de 2001 | Costa Rica  | 1:1 | El Salvador  | Estadio Olímpico Metropolitano, San Pedro Sula            |                                                           |
|                    | Centeno 55' |     | Galdamez 40' | Asistencia: 396 espectadores Árbitro(s): Germán Arredondo | Asistencia: 396 espectadores Árbitro(s): Germán Arredondo |

| 3 de junio de 2001 | Guatemala                                 | 3:1 | Panamá                | Estadio Olímpico Metropolitano, San Pedro Sula      |                                                     |
|                    | Pezzarossi 15' · Acevedo 33' · García 89' |     | Jorge Dely Valdés 67' | Asistencia: 396 espectadores Árbitro(s): Brian Hall | Asistencia: 396 espectadores Árbitro(s): Brian Hall |

## Campeón
| Campeón Guatemala |
| Primer título     |

## Clasificados a la Copa de Oro
Clasificaron para la Copa de Oro de la CONCACAF 2002:
- Guatemala
- Costa Rica
- El Salvador